# HTTP 301
Код стану 301 протоколу HTTP (HTTP 301) — в протоколі HTTP, код стану, що отримується у відповідь від сервера в ситуації, коли запитаний ресурс був на постійній основі переміщено в нове місце розташування (англ. Moved Permanently), і який вказує на те, що поточні посилання, які використовують даний URL, повинні бути оновлені. Адреса нового місця розташування ресурсу вказується в полі Location одержуваного у відповідь заголовка пакета протоколу HTTP. В RFC 2616 зазначено, що:
- якщо в клієнта є можливість редагування посилання, то йому слід оновити всі посилання на запитуваний URL;
- запит кешується;[1]
- у разі, якщо метод запиту був не HEAD, то вміст має містити невелику гіпертекстову примітку з гіперпосиланням на новий URL;
- якщо код стану 301 був отриманий у відповідь на запит будь-якого іншого типу, крім GET або HEAD, то клієнт повинен запитати користувача про перенаправлення.

## Приклади
Запит клієнта:
```
GET /index.php HTTP/1.1
Host: www.example.org
```

Відповідь сервера:
```
HTTP/1.1 301 Moved Permanently 
Location: 
http://www.example.org/index.asp
```

Приклади перенаправлення для вебсервера Apache: Використання файлу .htaccess для перенаправлення на ресурс, що працює на протоколі шифрування SSL:
```
RewriteEngine
 
On

RewriteCond
 
%{HTTPS}
 
off

RewriteCond
 
%{HTTP_HOST}
 
^www\.(.*)$
 
[NC]

RewriteRule
 
^(.*)$
 
http://%1/$1
 
[R=301,L]

RewriteCond
 
%{HTTPS}
 
on

RewriteCond
 
%{HTTP_HOST}
 
^www\.(.*)$
 
[NC]

RewriteRule
 
^(.*)$
 
https://%1/$1
 
[R=301,L]

RewriteEngine
 
On

RewriteCond
 
%{SERVER_PORT}
 
80

RewriteRule
 
^(.*)$
 
https://example.com/$1
 
[R,L]

```

Перенаправлення з небажаних сайтів в .htaccess
```
RewriteEngine
 
on

RewriteCond
 
%{HTTP_REFERER}
 
^http://(site.ua%7Csite2.ua%7Csite3.ua)[NC]

RewriteRule
 
\.(rar|zip)$
 
http://example.com/
 
[R,L]

```

Приклад використання перенаправлення в PHP:
```
<?php

    
header
(
"HTTP/1.1 301 Moved Permanently"
);

    
header
(
"Location: http://example.com/newpage.html"
);

    
exit
();

?>

```

Приклади перенаправлення для вебсервера nginx: Перенаправлення з вебсторінки.
```
location
 
/old/url/
 
{

    
return
 
301
 
/new/url
;

}

```

## Пошукові системи
Google рекомендує використовувати код стану 301 для зміни URL сторінки так, як вона показана в результатах пошуку. Яндекс також рекомендує використовувати код стану 301 перенаправлення сторінок.
З точки зору SEO, саме 301 редірект повідомляє пошуковим роботам, що потрібно об'єднати дві різні адреси в одну, де основною буде та, на яку й здійснюється перенаправлення.
Пошукові системи також рекомендують налаштовувати даний редірект з додаткових дзеркал на основне, наприклад, коли сайт одночасно доступний за адресами з www і без www або використовує захищений протокол (https), але при цьому також доступний з http.